# Kafr Kanna
Kafr Kanna (Arabisch: كفر كنا, Hebreeuws: כַּפְר כַּנָּא) is een Arabische stad in het noordelijke district van Israël (Galilea). Het ligt 6 km ten noorden van Nazareth. Het is zeer waarschijnlijk dat dit is waar in het Evangelie volgens Johannes de eerste van de zeven wonderen van Jezus wordt beschreven: de transformatie van water in wijn tijdens een bruiloft (Joh.2, 1-11). Het Evangelie van Johannes gebruikt overigens het woord wonder niet maar spreekt over "begin van zijn tekenen".

## Vroege geschiedenis
Kana wordt genoemd in de Amarna-brieven en was bekend in de tijd van Flavius Josephus (tweede deel van de eerste eeuw).
Aan de rand van de moderne stad ligt het graf van de wijze Jood Shimon ben Gamliel, die voorzitter werd van de Sanhedrin na de dood van zijn vader Gamaliël I de Oudere in het jaar 50. Zijn graf is nog steeds een belangrijk joods bedevaartsoord.
Zoals in veel Joodse steden in Galilea, zochten vele Joden hun toevlucht in Kanna na de nederlagen van de grote opstand tegen de Romeinen (in het jaar 70) en vooral de Bar Kochba-opstand (in het jaar 135).